# Der Schimmelreiter (1984)
Der Schimmelreiter, polnischer Titel Jeździec na siwym koniu, ist eine deutsch-polnische Literaturverfilmung von Klaus Gendries aus dem Jahr 1984. Sie beruht auf der gleichnamigen Novelle von Theodor Storm.

## Handlung
Ein Mann kommt bei schlechtem Wetter über den Deich geritten und glaubt plötzlich, einen Geisterreiter gesehen zu haben. Im Wirtshaus berichtet der Mann von dem, was er zu sehen geglaubt hat. Ein alter Mann setzt sich zu ihm und erzählt ihm die Geschichte dieses Reiters, die sich vor mehr als 100 Jahren zugetragen hat:
Hauke Haien wird neuer Kleinknecht beim alten Deichgrafen Volkerts. Hauke kann lesen, schreiben und rechnen und zieht sich aufgrund seiner Fähigkeiten die Feindschaft des langjährigen Knechts Ole Peters zu. Ole hatte fest damit gerechnet, eines Tages Volkerts Tochter Elke zu heiraten und so nach dem Tod Volkerts’ neuer Deichgraf zu werden. Nun sieht er im 24-jährigen Hauke einen Konkurrenten und verbreitet unter den abergläubischen Dorfbewohnern Gerüchte um Hauke, der angeblich mit dem Teufel im Bunde sei.
Hauke verfasst in Abstimmung mit Elke die Berichte an den Oberdeichgrafen, die Volkerts nur noch unterschreiben muss. Als Volkerts das nächste Mal zum Oberdeichgrafen gerufen wird, erhält er ein Lob für die hervorragend abgefassten Berichte der letzten Zeit. Der Oberdeichgraf kündigt an, bei einem geplanten Fest zu erscheinen. Hier nimmt er an einem Spiel teil, bei dem derjenige gewinnt, der eine Kugel am weitesten werfen kann. Am Ende kommt es zu einem Zweikampf zwischen Ole und Hauke, den Hauke gewinnt. Ole verbreitet erneut, dass der Kampf nicht mit rechten Dingen zugegangen sei. Hauke könnte als Preis mit einem Mädchen seiner Wahl tanzen, doch befürchtet er, die von ihm verehrte Elke mit seinem Tanzvermögen in Verlegenheit zu bringen. Stattdessen unternimmt er mit ihr einen Spaziergang und berichtet ihr, dass er fortgehen werde, da sein Vater im Sterben liege. Er überreicht ihr einen Brief, in dem er ihr unter anderem seine Liebe gesteht, die aufgrund des Standesunterschieds nie erwidert werden würde. Elke jedoch liebt ihn auch und hat bereits in der Stadt heimlich Ringe gekauft. Auf dem Deich verlobt sie sich nun mit Hauke, auch wenn beide ihr Verhältnis vor dem alten Volkerts geheim halten.
Volkerts verstirbt eines Morgens überraschend. Elke bittet vor dem Oberdeichgrafen, als neuen Deichgrafen Hauke einzusetzen. Er habe in den letzten Jahren selbst die Arbeit geleistet, die scheinbar von Volkerts kam. Zwar sei er jung, doch erfahren genug. Sobald das Trauerjahr vorüber ist, werde Elke Hauke heiraten, sodass er aufgrund des Landbesitzes rechtmäßiger Deichgraf sei. Hauke Haien wird neuer Deichgraf. Erneut munkeln die Leute im Dorf. Elke wird schwanger und stirbt fast im Kindbett. Die Hebamme gibt Elke auf, da Hauke nicht genug an Gott glaubt. Elke überlebt dennoch, was Hauke als gutes Zeichen ansieht.
Hauke stellt im 14-jährigen Iven einen neuen Knecht ein. Zusammen mit dem Knecht von Ole und Vollina geht Iven oft am Strand entlang und glaubt eines Tages, auf der Jevershallig den Geist eines Schimmels zu sehen. Er fährt auf die Hallig und findet dort nur ein Pferdeskelett vor. Dennoch behauptet Oles Knecht, der Geisterschimmel habe auf der Hallig direkt hinter Iven gestanden. Als Hauke wenig später mit einem abgemagerten Schimmel erscheint, den er einem fahrenden Händler abgekauft hat, flüchtet Iven in Panik zu seinem Vater.
Hauke hat seinen Plan, einen neuen, flacher ansteigenden Deich zu erbauen, trotz Widerstand von Ole durchsetzen können, zumal sich auch der Dorfälteste hinter Hauke stellt. Dieser zieht sich erneut den Zorn der Dorfbewohner zu, als er mit dem Brauch bricht, im neuen Deich „etwas Lebendiges“ zu begraben, und rettet den dafür vorgesehenen Hund vor dem Erstickungstod. Während der Deichbau vorangeht, sieht die alte Hebamme Trin in einer Vision ein großes Unglück auf die Bewohner zukommen. Tatsächlich beginnt einige Zeit später ein Gewitter und bald steht eine Sturmflut bevor. Um den alten Deich zu entlasten, weist Ole seine Männer an, den neuen Deich zu durchbrechen. Hauke bringt die Männer zur Vernunft, sieht jedoch kurz darauf, wie der alte Deich bricht. Er begibt sich zur Unglücksstelle und erkennt im Überflutungsgebiet wenig später seine Frau und seinen Sohn, die in einer Kutsche herankommen. Er will sie warnen, wird jedoch auf seinem Schimmel von den Wassermassen in die Tiefe gerissen. Die Flut tötet auch Elke und Haukes Kind.
Der alte Mann beendet seine Erzählung über Hauke Haien und den geheimnisvollen Schimmelreiter. Der Besucher bedankt sich und reitet am Deich weiter.

## Produktion
Der Schimmelreiter wurde an der Ostsee (DDR und Polen), in Klockenhagen sowie in Stralsund gedreht. Das Szenarium stammt von Gerhard Rentzsch und für die Dramaturgie war Bernd Schirmer zuständig. Die Kostüme schufen Margitta Hinrichs und Doris Haußmann, die Filmbauten stammen von Janusz Dwornik und Albert Kuchnia sowie Tadeusz Kosarewicz und Wolfram Gast. Der Film erlebte am 26. Dezember 1984 im Fernsehen der DDR seine Premiere und wurde am 7. September 1985 in Husum erstmals in der Bundesrepublik gezeigt. Icestorm veröffentlichte ihn 2010 im Rahmen der Reihe DDR TV-Archiv auf DVD.
Nach Am grauen Strand, am grauen Meer (1979) war Der Schimmelreiter die zweite Theodor-Storm-Adaption von Klaus Gendries.

## Kritik
„Es ist der einzige Film, der die Rahmentechnik Storms aufgreift und damit versucht, das für Storms Erzählkunst so bedeutsame Erinnerungsmotiv filmsprachlich umzusetzen“, so die Theodor-Storm-Gesellschaft in Bezug auf die verschiedenen Schimmelreiter-Verfilmungen.